# Jänissaari (ö i Finland, Norra Savolax, Nordöstra Savolax, lat 62,83, long 28,49)
Jänissaari är en ö i Finland. Den ligger i sjön Hietajärvi och i kommunen Tuusniemi i den ekonomiska regionen  Nordöstra Savolax ekonomiska region  och landskapet Norra Savolax, i den centrala delen av landet, 300 km nordost om huvudstaden Helsingfors. Öns area är 0,6 hektar och dess största längd är 120 meter i sydväst-nordöstlig riktning.